# Devils Punchbowl Falls
Die Devils Punchbowl Falls sind ein Wasserfall im Arthur’s-Pass-Nationalpark in der Region Canterbury auf der Südinsel Neuseelands. Er liegt unweit des Arthur’s Pass im Lauf des Devils Punchbowl Creek, der hinter dem Wasserfall in den Bealey River mündet. Seine Fallhöhe beträgt 112 Meter. Die Avalanche Creek Falls befinden sich einige hundert Meter südwestlich von ihm auf der gegenüberliegenden Talseite.
Der Wasserfall ist von der Passhöhe am New Zealand State Highway 73 auf einem ausgewiesenen einstündigen Retourwanderweg erreichbar.